# Heather Steacy
Heather Steacy, född 14 april 1988, är en friidrottare från Kanada. Hon deltog vid olympiska sommarspelen 2012 och olympiska sommarspelen 2016.